# Gervásio Agripino Maia
Gervásio Agripino Maia (São Paulo, 14 de abril de 1975) é um advogado e político brasileiro filiado ao PSB. Atualmente exerce o cargo de deputado federal pelo Estado da Paraíba.

## Biografia
Nascido em abril de 1975 e advogado, é casado com a advogada Manuela Maia.
Filho do ex-deputado estadual Gervásio Bonavides Mariz Maia e neto do ex-governador da Paraíba, João Agripino Filho, a primeira experiência política de Gervásio Maia foi no ano de 2002, quando foi eleito deputado estadual pelo PMDB com 26.152 votos.
Foi deputado estadual por quatro mandatos consecutivos e integrou a Comissão de Constituição, Justiça e Redação (CCJ) e Comissão de Administração, Serviços Públicos e Segurança na Assembleia Legislativa da Paraíba.
Em 2018, foi eleito deputado federal pela Paraíba com 146.860 votos, sendo, dessa forma, o candidato mais votado do estado ao cargo.
O pai e o avô são suas referências na vida e na política.
Nas Eleições de 2022, foi reeleito deputado federal com 69.405 votos.